# Filarinema
Filarinema ist eine Gattung der Fadenwürmer mit 13 Arten, die bei Kängurus parasitieren.

## Merkmale
Filarinema hat die Merkmale der Trichostrongylinae. Die Dorsalrippe der Bursa copulatrix teilt sich oberhalb des hinteren Drittels und der Ösophagus weist einen komplexen Kutikula-Apparat auf.

## Systematik
Das Interim Register of Marine and Nonmarine Genera weist folgende Arten aus:
- Filarinema asymmetricus Cameron, 1929
- Filarinema australe Wood, 1931
- Filarinema beveridgei Cassone & Baccam, 1985
- Filarinema cassonei Beveridge & Spratt, 1988
- Filarinema chiltoni Beveridge, 2019
- Filarinema dissimile Wood, 1931
- Filarinema durettae Cassone & Baccam, 1985
- Filarinema flagrifer Mönnig, 1929
- Filarinema haycocki Cassone & Baccam, 1985
- Filarinema mawsonae Cassone & Baccam, 1985
- Filarinema spratti Cassone & Baccam, 1985
- Filarinema trichosuri Johnston & Mawson, 1939

Synonyme sind Asymmetricostrongylus und Asymmetrostrongylus.